# Haroldo II de Inglaterra
Haroldo II (c. 1022 — 14 de outubro de 1066), também chamado Harold Godwinson, foi o último rei anglo-saxão de Inglaterra, reinando de 6 de janeiro de 1066 até sua morte, na batalha de Hastings, em 14 de outubro do mesmo ano, lutando contra os invasores normandos liderados por Guilherme I da Normandia durante a conquista normanda da Inglaterra. Sua morte marcou o fim do domínio anglo-saxão sobre a Inglaterra.
Filho de Goduíno de Wessex e sua esposa Gytha Thorkelsdóttir, era um poderoso conde e membro de uma proeminente família anglo-saxônica com laços com o rei Canuto, o Grande. Após a morte de Eduardo, o Confessor, em janeiro de 1066, a Witenagemot convocou e o escolheu para ser o sucessor; ele foi coroado na Abadia de Westminster. No final de setembro, desarmou com sucesso uma invasão do reclamante rival Haroldo Hardrada da Noruega, na batalha de Stamford Bridge, antes de marchar seu exército de volta para o sul para encontrar Guilherme II, em Hastings, cerca de duas semanas mais tarde.
É considerado por alguns cristãos ortodoxos e teólogos como o último rei ortodoxo da Inglaterra e um possível Portador da Paixão, depois da conspiração de Guilherme, o Conquistador, e o Papa Alexandre II para garantir um rigoroso rito romano sobre as Ilhas Britânicas, que na época ainda não tinham sentido os efeitos do Grande Cisma do Oriente.

## Biografia
Haroldo era filho de Goduíno (1001–1053), o poderoso conde de Wessex, e de Gytha Thorkelsdóttir, cunhada do rei Canuto, o Grande da Inglaterra e Dinamarca. Além de Haroldo, Goduíno e Gita tiveram vários outros filhos, destacando-se Sueno, Tostigo, Girto e Leofivino, e também uma filha, Edite (1029–1075), rainha consorte do rei Eduardo.
Em 1045, Haroldo Godwinson foi nomeado Conde da Ânglia Oriental e, nesta posição importante na hierarquia inglesa, apoiou os esquemas de seu pai contra os nobres normandos, que então detinham a maior influência sobre o rei. Por volta de 1051 foram ambos exilados por cerca de um ano, mas depressa recuperaram as suas terras. Em 1053, Haroldo sucede a Goduíno como conde de Wessex e torna-se a segunda figura da política inglesa.
Haroldo alcançou fama como militar, em 1063, ao derrotar o rei de Venedócia, Gruffydd ap Llywelyn, que dominava o País de Gales. Gruffydd seria morto pouco depois, por seus próprios homens. No início de 1066, Haroldo, apesar de já ser casado pelo ritual dinamarquês com Edite Swannesha, casou-se com a viúva de Gruffydd, Edite de Mércia.
Em 1065, Haroldo apoiou a rebelião em Nortúmbria contra o seu irmão, Tostigo. A atitude valeu-lhe a confiança de Eduardo o Confessor mas destruiu sua relação com o resto da sua família. Tostigo fugiu então à Noruega, onde se juntou ao rei Haroldo III, numa aliança que se haveria de provar fatal para ambos.
Eduardo o Confessor morreu em 5 de janeiro de 1066, sem deixar descendente. Haroldo foi então eleito seu sucessor e coroado no dia seguinte, 6 de janeiro, como Haroldo II. Mas essa eleição não teve apoio unânime. Na Normandia, o duque Guilherme preparava-se para invadir a Inglaterra. Não seria ele o único a ter essa ideia: na Noruega, o rei Haroldo III e Tostigo também se preparavam  para fazer exactamente o mesmo.
Haroldo II Godwinson decide  então enfrentar os noruegueses em primeiro lugar e dirige-se para o norte do país. A 25 de Setembro, em Yorkshire, na batalha de Stamford Bridge, Haroldo derrota o seu irmão e o rei da Noruega, que morrem durante os confrontos. Três dias depois, chegam as notícias da Invasão Normanda encabeçada por Guilherme da Normandia, com cerca de 7000 soldados.  Haroldo não perde tempo e ordena a deslocação imediata do seu exército para o sul do país. A marcha forçada que se seguiu foi extremamente eficiente pois cobriu uma distância de cerca de 400 km em menos de duas semanas. Causou, no entanto, uma extrema fadiga nos homens de Haroldo, o que seria importante no decurso dos acontecimentos.
No dia 14 de outubro de 1066, Haroldo enfrentou o exército de Guilherme, na batalha de Hastings. O resultado foi uma vitória definitiva dos normandos e Haroldo acabou morto, em episódio retratado na famosa tapeçaria de Bayeux.
Depois da morte de Haroldo, a coroa de Inglaterra passou para Edgar, o Atelingo, que abdicou semanas depois, em favor de Guilherme. Terminou assim a linhagem anglo-saxónica, fundada por Alfredo o Grande, iniciando-se a dinastia dos reis normandos da Inglaterra.

## Relações familiares

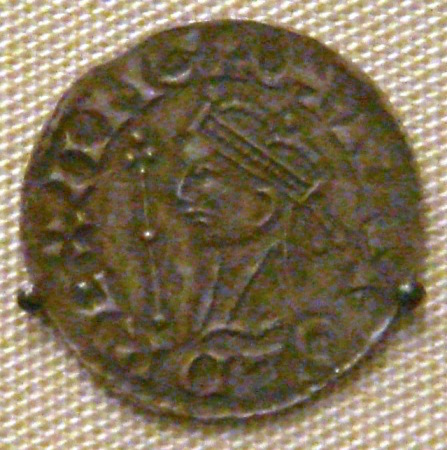
Moeda de Haroldo II - Museu Britânico

Haroldo II Godwinson era filho de Goduíno de Wessex (1001 - 15 de abril de 1053) e de Gita Sprakalaeg, filha de Thorgils Sprakalaeg.
Por cerca de vinte anos, Haroldo foi casado segundo o costume dinamarquês (prevalecente no leste da Inglaterra desde a conquista viquingue do século IX), com Edite Swannesha (também conhecida, por um equívoco na tradução para o inglês, como Edite Swanneck ou Pescoço de Cisne  ). Esse rito, que permitia a poligamia, não era reconhecido pelo clero católico, embora fosse amplamente aceito no meio leigo. Com Edite, Haroldo teve os seguintes filhos:
1. Goduíno de Wessex (b. 1047 - c. 1072),
2. Edmundo de Wessex (b. 1049 - c. 1069),
3. Magno de Wessex (b. 1051 - c. 1068),
4. Gita de Wessex (1053 - freira na Palestina, em 3 de outubro de 1098). Foi casada com Vladimir II Monômaco,[7] grão-príncipe de Kiev (1052 — Kiev, 19 de Maio de 1125)
5. Gunhilda de Wessex (1055 - 1097), foi freira.

Por volta de janeiro de 1066, Haroldo, já casado com Edite Swannesha, casou-se com a viúva de Gruffydd ap Llywelyn (c. 1007 - 1063/1064), Edite de Mércia (1025 - 1086), filha de Elfgar  (? -1062), conde do reino da Mércia, e de Elgiva. Edite de Mércia teria tido os seguintes filhos (possivelmente gêmeos) com Haroldo:
1. Ulfo de Wessex (Chester, final de 1066; morto no exílio, c. 1098),
2. Haroldo de Wessex  (Chester, final de 1066; morto no exílio na Normandia, c. 1087).

Após a morte do marido, Edite de Mércia teria buscado refúgio junto a seus irmãos, Eduíno de Mércia e Morcar da Nortúmbria. Os dois  inicialmente se haviam submetido ao rei Guilherme mas posteriormente conspiraram contra o soberano, sendo que Eduíno foi traído e morto em 1071, enquanto Morcar morreu na prisão, em 1087.
Edite Swannesha, por sua vez, pode também ter fugido para outro lugar (possivelmente com a mãe de Haroldo, Gita, ou com sua filha, também chamada Gita). Seus filhos Goduíno e Edmundo, fugiram para a Irlanda. Posteriormente invadiram Devon, mas foram derrotados por Brian da Bretanha.